# Karl Knoke (Theologe)
Karl Knoke (* 15. Oktober 1841 in Schmedenstedt; † 22. Oktober 1920 in Göttingen) war ein deutscher lutherischer Theologe, Hochschullehrer und Abt.

## Leben
Während seines Studiums in Göttingen und Erlangen wurde Knoke 1862 Mitglied der Schwarzburgbund-Verbindung Burschenschaft Germania Göttingen.
1865 bis 1867 arbeitete Knoke als Hauslehrer, bevor er 1867 zum Stadtschul-Rektor in Walsrode berufen wurde. 1869 nahm er in Alfeld die Stellung eines Lehrers am dortigen Schullehrer-Seminar an. Rund sechs Jahre später wechselte er 1875 nach Wunstorf als Direktor an das dortige Schullehrer-Seminars.
1881 wurde Knoke ordentlicher Professor der Theologie und war ab 1892 zweiter und von 1902 bis 1906 erster Universitätsprediger der Universität Göttingen. 1904 wurde er Abt des Klosters Bursfelde. Von 1912 bis 1920 war er auch außerordentliches geistliches Mitglied des Landeskonsistoriums in Hannover.
Knoke veröffentlichte zahlreiche theologische Schriften, wobei er einen konfessionell-lutherischen Standpunkt vertrat. Sein „Grundriß der Praktischen Theologie“ erlebte mehrere Neuauflagen.
Die Universität Göttingen ernannte Karl Knoke zum Ehrendoktor.

## Werke
- Gutachten über den neuen Gesangbuchs-Entwurf (Hannover 1880)
- Grundriß der Praktischen Theologie. Ein Hülfsmittel beim Studium der Praktischen Theologie (Göttingen 1886)
- Praktisch-theologischer Kommentar zu den Pastoralbriefen des Apostels Paulus (Göttingen 1887–1889)
- Geschichte der Freitische an der Georg-Augusts-Universität zu Göttingen (Hannover 1893)
- Grundriss der Pädagogik und ihrer Geschichte seit dem Zeitalter des Humanismus vom evangelischen Standpunkte (Berlin 1894)
- Recht und Pflicht der evangelischen Kirche hinsichtlich der religiösen Unterweisung ihrer heranwachsenden Jugend (Gütersloh 1912)
- Niederdeutsches Schulwesen. Zur Zeit der franzoesisch-westfaelischen Herrschaft 1803–1813 (= Monumenta Germaniae Paedagogica, Band 54). Weidmann, Berlin 1915